# Heteropodagrion
Heteropodagrion is een geslacht van libellen (Odonata) uit de familie van de Megapodagrionidae (Vlakvleugeljuffers).

## Soorten
Heteropodagrion omvat 3 soorten:
- Heteropodagrion croizati Peréz-Gutierrez & Montes-Fontalvo, 2011
- Heteropodagrion sanguinipes Selys, 1895
- Heteropodagrion superbum Ris, 1918